# 小行星5330
小行星5330（英語：5330 Senrikyu）是一颗围绕太阳公转的小行星。1990年1月21日，杉江淳在Dynic发现了此天体。
这颗小行星的绝对星等为21.27563965069566等。